# Radu Anghel
Radu Anghel (cunoscut ca Radu lui Anghel sau Radu mamii), (n. 1827, Moșteni-Greci, Dâmbovița, România – d. 1866, Câmpulung, Muscel, România), a fost un vestit tâlhar român, fiul unui pandur al lui Tudor Vladimirescu pripășit pe meleagurile muscelene.
A fost unul dintre cei mai vesiți luptători pentru drepturile locuitorilor satelor, acționând după clasica formulă haiducească „ia de la bogați și dă la săraci”.

## Biografie

### Familia
Radu era fiul unuia dintre pandurii lui Tudor Vladimirescu, Gheorghe Anghel. S-a refugiat la Mănăstirea Râncăciov când a fost zdrobită Revoluția de la 1821. Lui Gheorghe nu-i plăcea să muncească și a preferat să fure în schimb. Drept urmare, starețul l-a alungat, iar în cele din urmă s-a stabilit în satul Moșteni-Greci, unde s-a căsătorit cu Despa. Au avut un fiu și o fiică, băiatul fiind chiar însuși, Radu. 
De statură potrivită, slab și ciolănos la față, dârz, energie și hotărât în acțiunile ce le lua de unul singur, cu părul purtat in plete și căciulă arnăuțeasca pe cap, tânărul ajuns la majorat s-a căsătorit cu Rada, o fată liniștită, dar tot săracă, L-au împresurat lipsurile curând. Cu greu și-a putut crește copiii care au venit pe lume, mai mult fete. Una din ele, Oprica, semăna leit tatălui. Era tot așa de energică si curajoasă. Ochioasă și îndrăzneață, ea l-a ajutat în multe imprejurări. În memoria poporului, fata a rămas cunoscută sub numele de Prica lui Radu. Cu acest nume a fost cântată in numeroase balade.

### Primii ani
Din cauza sărăciei și exploatării fără margini a țărănimii de către stăpânii de moșii, în copilul ce abia împlinise cincisprezece ani a încolțit dorul răzbunării. Încă mai era vie in amintirea poporului figura legendarului Tudor de la Vadimiri și încă mai trăiau mulți din pandurii care luaseră parte la revoluția din 1821. Aceștia povesteau copiilor, nepoților și tuturor celor ce îi ascultau multe isprăvi de vitejie săvirșite în acele timpuri de grea cumpănă. Cu unul din acestia se imprietenise și Radu. Când nu se ducea la câmp, la muncă, îl căuta acasă, în vîlcea, pe blajinul pandur de altădată, Ilie Dairie, și-l rugă să-i povestească intâmplări de atunci, din timpul răzmeriței. Și moș Ilie, om in pragul vârstei de optzeci de ani, nu se lăsa mult așteptat. Proptit intr-un toiag noduros din lemn de corn, pășea încet, mai mult dibuind, până se așeza pe o buturugă pusă la umbra frasinului din bătătură. Aici, aproape șoptit, începea să-și dezlege sacul cu amintiri trăite și nu închipuite. Zicea el că Tudor era aprig la mânie și nu admitea nici o împotriveală sau nesupunere din partea subalternilor și cu atât mai mult nelegiuiri sau jafuri. Astfel era bun și drept cu cei sărmani, cu văduvele și, mai ales cu orfanii.
Flacăul asculta in tăcere. Din când în când strângea pumnii și lăsa să-i iasă din gură sudălmi veninoase. Simtea ca se petrece ceva in ființa lui. Sângele îi năvălea în obraji, ochii i se aprindeau ca de jăratic și tot corpul îi tremura de mânie. Abia implinise 15 ani, iar gândul și toată făptura lui se frământau, cum să facă să scape de săracie. De la sărmanii lui părinți, clăcași pe moșia boieroaicei Năneasca din sat, nu avea voie să moștenească decât căsuța în care locuiau cu toții și ceva lighioane. Starea aceasta de mizerie l-a îndârjit și l-a îndemnat la răzbunare chiar din anii aceștia cruzi.

### Moartea
Potrivit legendei, potera l-a executat pe vestitul bandit cu „argint tăiat în patru”. În 1866, sub conducerea căpitanului Negoiescu, dorobanții din patru județe (Argeș, Dâmbovița, Prahova și Muscel) l-au găsit pe Radu, l-au încercuit și l-au împușcat pe Dealul Cârstienilor, lângă Râncaciov. Radu ajunge la Câmpulung Muscel, dar cedează rănilor. El a fost înmormântat în Mănăstirea Sfânta Treime (Sfânta Treime) din oraș. 
Persoanele care nu cred în mitul haiducului susțin că Radu lui Anghel l-a jefuit pe judecătorul Vespescu din Topoloveni și a fost rănit în timpul jafului.

## Portrete
Vezi Mișu Popp#Portrete cu tematică rurală
Radu Anghel este printre puținii haiduci al cărui chip aprig a fost imortalizat pe o pînză celebră datorată pictorului transilvan Mișu Popp. Artistul, care l-a văzut mort în Câmpulung, l-a înfățișat îmbrăcat țărănește, cu opinci, itari și panglici tricolore la picioare, cu o camașă albă sub o pelerină mult zdrențuită. În prezent, tabloul se află în Muzeul Național de Istorie a României, unde este cercetat și admirat de mii de vizitatori.

## Cultura populara

### Balada
,,Foicica – a vrejilor,/ Sus pe dealul Grecilor,/ deasupra Căndeștilor,/ La cel fag cu frunza deasă/ Și cu umbrulița groasă/ Stau voinicii ca-ntr-o casă./ La tulpina fagului/ Carabina Radului/ Iar mai sus, pe rămurele/ Sunt vreo șapte revolvere/ Ce trage Radu cu ele"
" Măre Radu ce-mi făcea?/ Măna la gură ducea/ Și-ncepea a fluiera/ Și voinicii s-aduna/ Mare, Radu ce făcea?/ Lăngă fag s-apropia/ Și de acolo ce lua?"
O ploscuță ce avea/ Și mai mică nu era/ Și da la băieți să bea/ Băieții se imbăta/ Iară Radu mi-i certa/ Și din gură le zicea:/ – Hai, băieți, plecați acasă/ La copii și la nevastă/ Că sunteți băieți de gloată/ Bunicei de sapă lată./ Radu singur rămănea/ Și-un căntecel cănta:/ "Și-am zis verde trei sipici/ Dintr-o ceată de voinici /Rămăsei singur aici./ Măre, Radu, că pleca,/ La popa Ion mergea/ Și din gură cuvănta:/ – Bună sara, popă Ioane,/ – Mulțumescu-ți, căpitane,/ – Nu-mi mai zice căpitane,/ Zi-mi pe nume, Răducane!/ Căpitanii sunt la tărg/ Eu sunt Radu cel din crăng./ Potera il ajungea/ Casa o inconjura/ Și la Radu că striga:/ – Dă-te, Radule, legat/ Ca să scapi nevătămat.
Cum să mă dau eu legat/ La un ciocoi gulerat?/ Ziceți că mă dau legat/ Cănd cu trei poteri mă bat?/ Comandiru ordona,/ Foc la casă că dădea,/ Iară Radu ce-mi făcea? Drumu carabinii da,/ Pistoalele slobozea,/ Acoperișu cădea,/ Radu jos se arunca,/ Drum prin poteră făcea/ Și spre pădure fugea./ Dar un om din poteră,/ De-o vadră și cinci oca,/ Argintu-n patru tăia/ In pușcă el mi-l băga/ Și după Radu trăgea,/ Pieptul mi-l străpungea/ Atunci Radu se sfărșea."

### Legenda „galbenilor jurați”
Potrivit bătrânilor, existau ascunzători ale haiducilor lui Anghel și, cel mai probabil, locuri unde își ascundea comorile pe dealurile Ștefăneștiului. Din acea perioadă a rămas în tradiția populară legenda „galbenilor jurați”, reprezentată de flăcările care sunt vizibile ocazional pe dealuri.

### Tufanul omului
Comuna Bogați găzduiește de sute de ani unul dintre cei mai bătrâni copaci ai țării, cunoscut în popor sub numele de Copacul lui Anghel sau Tufanul omului. Numele lui este legat de haiduci, jafuri și comori îngropate și uitate în rădăcinile stejarilor seculari care încă sunt simțiți printr-un foc care nu arde niciodată. Bătrânii din Bogați știu că arborele lui Anghel, sau Tufanul omului, a aparținut haiducului Radu lui Anghel din Greci. 

### Comoara de pe Dealul Cetățea
Legenda lui Radu lui Anghel persistă și astăzi în comuna Bărbulețu din județul Dâmbovița, unde se spune că ar fi ascunsă o comoară într-o peșteră din cătunul Cetățea. Dealul Cetățea, din Bărbulețu, se pretinde că ascunde peștera în care haiducul fugea de poteră. Legenda spune că Radu lui Anghel s-a ascuns în vârful acestui deal, într-un loc inaccesibil, ori de câte ori era căutat de poteră și că acolo își îngropa frecvent averea. Bătrânii satului sunt convinși că ascunzătoarea avea un pat, o sobă de piatră și o măsuță dat fiind faptul că Radu lui Anghel a locuit aici luni de zile până când potera îi pierdea urma. Odată cu trecerea timpului, cu toate acestea, intrarea în ascunzătoare s-a blocat. 

## In memoriam
- Strada Radu lui Anghel din Mioveni.